# Wardlow
Wardlow – wieś w Anglii, w hrabstwie Derbyshire, w dystrykcie Derbyshire Dales. Leży 42 km na północny zachód od miasta Derby i 224 km na północny zachód od Londynu.